# Onostemma
Genre
Onostemma est un genre d'opilions eupnois de la famille des Sclerosomatidae.

## Distribution
Les espèces de ce genre se rencontrent en Amérique du Sud.

## Liste des espèces
Selon World Catalogue of Opiliones (12/05/2021) :
- Onostemma imitans Mello-Leitão, 1938
- Onostemma maculatipes Roewer, 1953

## Publication originale
- Mello-Leitão, 1938 : « Palpatores Sul Americanos. » Annaes da Academia Brasileira de Sciencias, vol. 10, p. 317–337.